# Endless Communication
『Endless Communication』（エンドレス・コミュニケーション）は、日本の声優・歌手である高山みなみが1992年12月10日に発売されたオリジナルアルバム。

## 概要
サウンドプロデュースに日詰昭一郎を迎えた、高山みなみ単独名義では唯一のオリジナルアルバム。
全曲通して、作詞はのちにTWO-MIXのメンバーとして加入する永野椎菜が担当している。
1998年3月21日に、ES CONNEXIONの『RHYTHMIX』と共に再発売された。

## 収録曲
| 全作詞: 永野椎菜（#1,#12除く）。 |                                        |                         |            |            |      |
| #                                | タイトル                               | 作詞                    | 作曲       | 編曲       | 時間 |
| 1.                               | 「PROLOGUE」                           | 永野椎菜 （#1,#12除く） | 高山みなみ |            | 0:26 |
| 2.                               | 「SCANDALOUS L・A・D・Y」              | 永野椎菜 （#1,#12除く） | 高山みなみ | 戸嶋邦俊   | 3:51 |
| 3.                               | 「LANDING TO THE PARADISE!」           | 永野椎菜 （#1,#12除く） | 日詰昭一郎 | 戸嶋邦俊   | 4:22 |
| 4.                               | 「ONE RAINY DAY (RAIN BEAT SERENADE)」 | 永野椎菜 （#1,#12除く） | 高山みなみ | 戸嶋邦俊   | 4:20 |
| 5.                               | 「そして二人は火曜日に…」              | 永野椎菜 （#1,#12除く） | 高山みなみ | 戸嶋邦俊   | 4:30 |
| 6.                               | 「C'EST LA VIE」                       | 永野椎菜 （#1,#12除く） | 松本俊明   | 戸嶋邦俊   | 6:36 |
| 7.                               | 「RHYTHM REACTION」                    | 永野椎菜 （#1,#12除く） | 高山みなみ | 日詰昭一郎 | 4:40 |
| 8.                               | 「BEAT OF ENERGY」                     | 永野椎菜 （#1,#12除く） | 高山みなみ | 日詰昭一郎 | 4:06 |
| 9.                               | 「STANDING ON THE MOON」               | 永野椎菜 （#1,#12除く） | 高山みなみ | 日詰昭一郎 | 3:57 |
| 10.                              | 「FEELING OF LOVE」                    | 永野椎菜 （#1,#12除く） | 高山みなみ | 日詰昭一郎 | 5:25 |
| 11.                              | 「ENDLESS COMMUNICATION」              | 永野椎菜 （#1,#12除く） | 高山みなみ | 日詰昭一郎 | 5:17 |
| 12.                              | 「PROLOGUE」                           | 永野椎菜 （#1,#12除く） | 高山みなみ |            | 0:39 |
| 合計時間:                        | 合計時間:                              | 合計時間:               | 合計時間:  | 48:09      |      |

## 曲解説
1. PROLOGUE
  - オーバーチュア楽曲。
2. SCANDALOUS L・A・D・Y
3. LANDING TO THE PARADISE!
  - サウンドプロデュースを担当した日詰昭一郎が作曲した楽曲。
4. ONE RAINY DAY (RAIN BEAT SERENADE)
5. そして二人は火曜日に…
6. C'EST LA VIE
  - 作曲家の松本俊明が作曲した楽曲。
7. RHYTHM REACTION
  - 高山みなみが在籍していたユニット・ES CONNEXIONが1994年発売した唯一のアルバム『RHYTHMIX』にてセルフカバーしている。
8. BEAT OF ENERGY
  - 高山みなみが在籍していたユニット・ES CONNEXIONが1994年発売した唯一のアルバム『RHYTHMIX』にてセルフカバーしている。
9. STANDING ON THE MOON
  - 冒頭と間奏に流れる男性の台詞は、声優の金丸淳一によるもの。
10. FEELING OF LOVE
11. ENDLESS COMMUNICATION
  - 高山みなみが在籍していたユニット・TWO-MIXが1999年発売したアルバム『RHYTHM FORMULA』にてセルフカバーしている。
12. PROLOGUE
フィナーレ楽曲。

## クレジット
| - Produce : Minami Takayama - Mix : Makoto Morimoto at SOL STUDIO | - Art Direct : Naoko Takai (VITAMIN STUDIO) - Design : Yoshihiko Amino (VITAMIN STUDIO) - Photograph : Jushi Watanabe - Styling : Akemi Gotoh - Hair & Make-up : Masanao Nomoto | - SOUND PRODUCE : Shoichiro Hizume (OFFICE TOUCH), Kunitoshi Tojima - COMCEPTION OF M'S WORLD : Shiina Nagano - DIRECTION : Hisaki Terasawa (TDK RECORDS), Jun Yamasaki | - A & R : Tohru Nakano (81 PRODUCE) - Special Thanks : Michiyoshi Minamisawa (81 PRODUCE) |

## リリース履歴
| No. | 日付           | レーベル    | 規格 | 規格品番  | 最高順位 | 備考                                          |
| --- | -------------- | ----------- | ---- | --------- | -------- | --------------------------------------------- |
| 1   | 1992年12月10日 | TDK Records | CD   | TDCD-1018 | -        |                                               |
| 2   | 1998年3月21日  | TDK Records | CD   | TDCA-2004 | -        | 再発盤 ES CONNEXIONの『RHYTHMIX』と同時発売。 |